# Борис Силаги
Полковник Борис Силаги е български офицер, участва във всички войни за национално обединение.

## Биография
Борис Силаги е третото от пет деца на Георг Силаги и Паулина Силаги. Роден е на 19 август 1873 в Шумен, но семейството по-късно се премества в Русе.
Женен е за Емилия Силаги, родена на 8 август 1882 в Мюнхен, която умира в Русе през 1930 г. Имат син Павел Силаги, роден на 8 април 1918 г. – дипломиран фармацевт, който умира през 1950 във Ветово, където е интерниран като син на царски офицер.
На 15 април 1941 г. Борислав Силаги се жени за Тодорка Стоянова.

### Кариера
На 28.07.1889 постъпва във военно училище.
- произведен в чин подпоручик на 02.07.1992 г. и зачислен в 5-и Пехотен дунавски полк базиран в Русе
- произведен в чин капитан на 01.01.1901 г. и зачислен във 2-ри Искърски полк базиран в Русе
- на 01.03.1914 г. е назначен за командир на 15-и Ломски полк, Белоградчик
- на 01.01.1905 г. е зачислен към 33-ти Свищовски полк

На 12.09.1907 г. в Мюнхен записва и завършва стоматология в университета Лудвиг-Максимилиян.
В началото на Първата световна война, майор Силаги служи в 8-а Тунджанска дивизия.
Началник-щаб е в окупирания Букурещ на Българското делегатство при Военното генерал-губернаторство в Румъния /българско представителство при военното управление на Румъния/. Контролира събирането и изземването в полза на България на всички землени и минерални богатства, на всякакви стоки и плячка.
На 01.07.1918 г. е награден с австрийски кръст за заслуги. През 1921 г. е награден с орден „За военни заслуги“ IV степен.
След войната Борис Силаги е зъболекар в Русе и е известен с постоянните си дарителски акции и благотворителност.
Борис Силаги умира на 18 декември 1951 г. в Русе.